# Uglydoll

Logo von Uglydoll

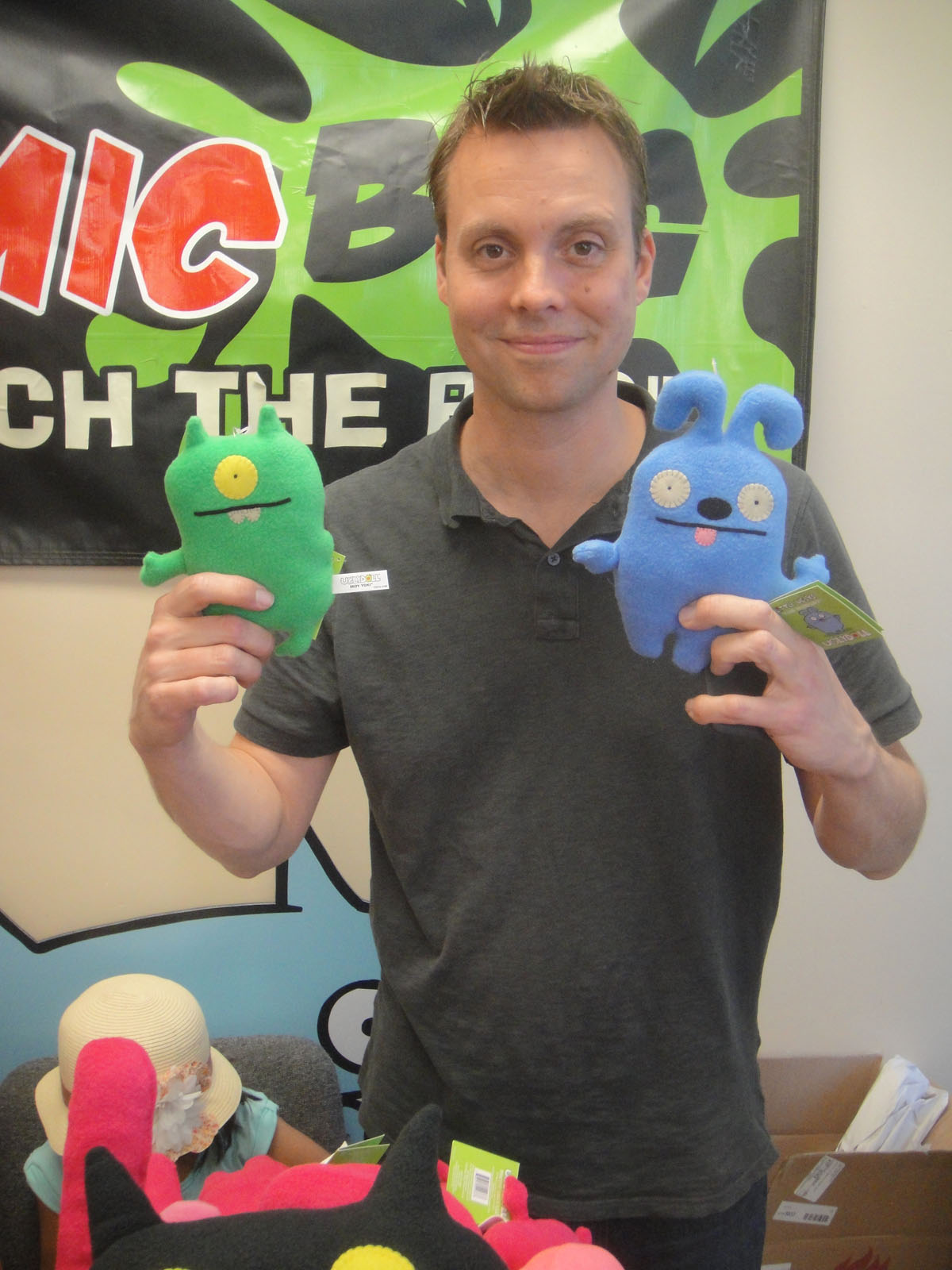
David Horvath mit Uglydolls beim Free Comic Book Day 2012

Uglydoll oder auch Ugly Doll (wörtlich übersetzt: Hässliche Puppe) ist ein US-amerikanisches Label, das als Designer Toy begann und seit 2001 im regulären Spielzeugmarkt präsent ist. Unternehmensgründer und Erfinder der Uglydolls sind David Horvath und Kim Sun-Min.
Den Kern der Uglydoll-Produktpalette bildet eine Reihe von Plüschpuppen, die ein spezifisches, unverkennbares Aussehen haben. Die Uglydolls sind eine Mischung aus Puppe und Kuscheltier. Ihr Aussehen steht ganz bewusst in Widerspruch zu klassischen Niedlichkeits- und Schönheitsidealen.

## Geschichte
David Horvath lernte seine später Ehefrau Sun Min Kim während des Studiums in den USA kennen. Nachdem ihr Studentenvisum abgelaufen war, musste die Koreanerin das Land verlassen. David Horvath schrieb ihr einen Brief, in dem er sie an den gemeinsamen Traum erinnerte, und am Ende mit einer Karikatur verzierte. In der Sprechblase über der Zeichnung war das Motto der kommenden Jahre festgehalten: „Hart arbeiten, um unsere Träume Wirklichkeit werden zu lassen, damit wir bald wieder zusammen sein können.“
Gemeinsamer Traum der beiden war es, mit Hilfe von Puppen und Spielzeugen Geschichten für Kinder zu erfinden und zu erzählen – und mit dem Brief hatte die Verwirklichung des Traumes bereits begonnen. Die Karikatur unter dem Brief wurde zum Prototyp der Uglydolls. Inspiriert von der Zeichnung nähte Sun Min Kim eine Puppe und gab ihr den Namen Wage. David Horvath war von Wage so begeistert, dass er ihn seinem Freund Eric Nakamura zeigte. Der Herausgeber des Magazins Giant Robot entdeckte in der Puppe sofort ein potenzielles Erfolgsprodukt und orderte eine kleine Auflage von Wage-Exemplaren für seinen Giant Robot Store. Sun Min Kim nähte, und Horvath begann, die ersten Wage-Geschichten zu erfinden. Neben Wage gehören zur ersten Generation der Uglydolls die Puppen Babo und Ice-Bat, die in der Geschichte Chilly Chilly Ice-Bat gemeinsame Abenteuer erleben.

## Produktwelt

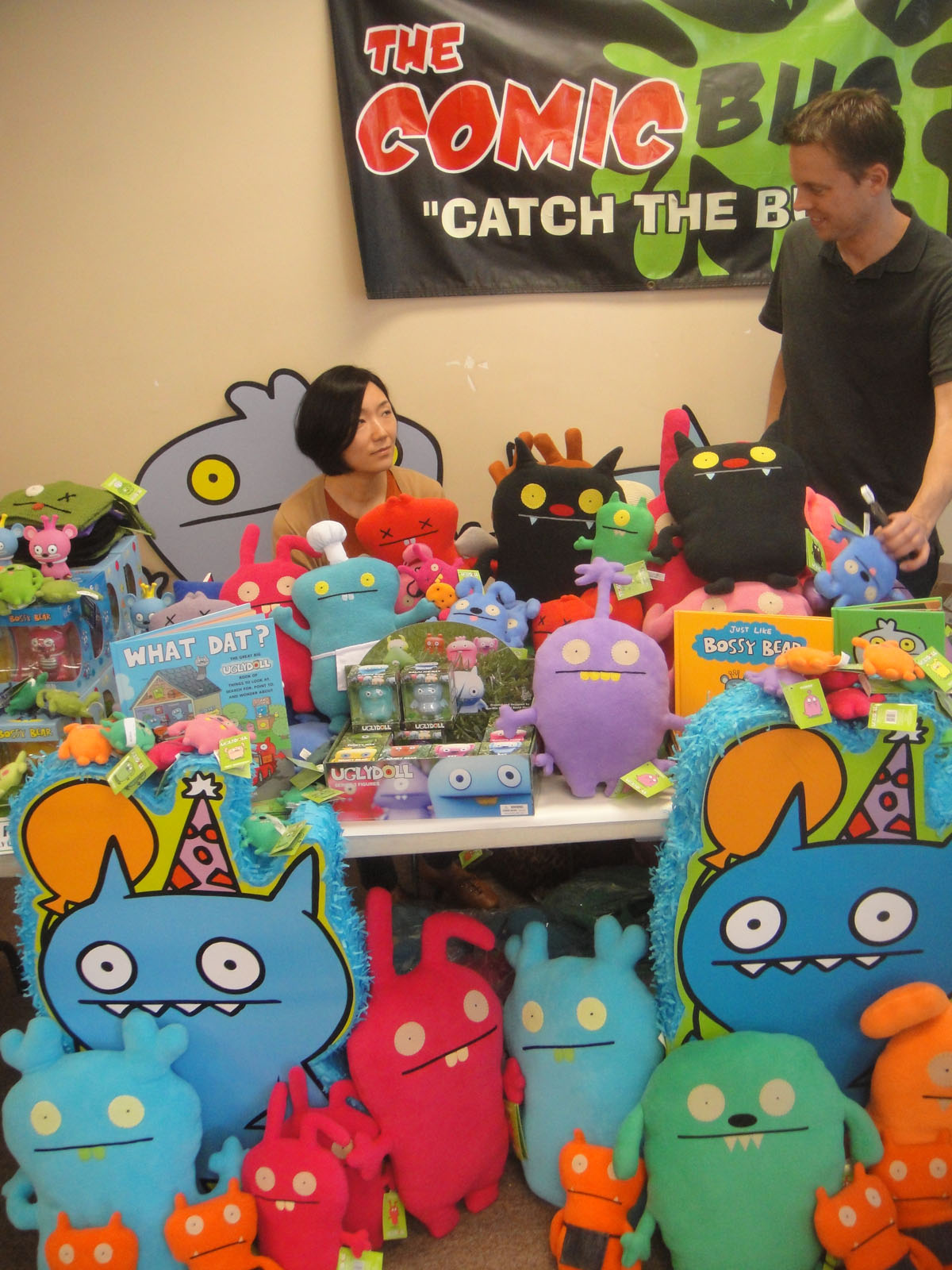
Die Schöpfer der Uglydolls Sun-Min Kim und David Horvath mit einigen Artikeln beim Free Comic Book Day 2012

Typische Merkmale aller Uglydolls-Puppen sind knallbunte Farben, kreisrunde Augen und ein breiter Strichmund. Jede Puppe hat einen eher unförmig proportionierten, flachen und weichen Körper mit großen Ohren, abstehenden Armen und kurzen Beinen. Jede Uglydolls-Puppe hat einen Namen und repräsentiert einen eigenen Charakter. Das Basis-Sortiment der Uglydolls wird um immer weitere Charaktere und Figuren ergänzt und umfasst ein umfangreiches Sortiment an Puppen, aber auch an Merchandising-Produkten rund um die Plüschpuppen.
Im Jahr 2006 erhielten die Puppen die Auszeichnung „Spielzeug des Jahres“ (englisch: Toy of the Year – Toty), die jährlich von der amerikanischen Toy Industry Association vergeben wird.
Mittlerweile gibt es eine vielfältige Schar von Uglydolls-Puppen nicht nur aus Plüsch, sondern auch als Action-Figuren, als Keramik- und Blechspielzeug. Uglydolls finden sich auf Accessoires und Taschen und auf Hüllen für iPads und iPhones. Auch multimedial sind die Puppen verbreitet: Es gibt eigene Ugly-Bücher und Ugly-Comics, Uglydolls tauchen immer häufiger in Filmen und Fernsehproduktionen auf. Auch Sasha Obama, Tochter des amerikanischen Präsidenten Barack Obama, gehört zu den prominenten Fans der Uglydolls. Für öffentliche Aufmerksamkeit sorgte ein Foto von ihr, auf dem zu sehen ist, dass an ihrem Schul-Rucksack eine Uglydoll Babo's Bird-Schlüsselkette befestigt ist. Das Foto war weltweit in vielen Zeitungen und Zeitschriften zu sehen.
Von den USA aus haben die Uglydolls auch die europäischen Märkte erobert. Uglydoll ist heute eine Marke, die nicht nur in Onlineshops, sondern auch in vielen Spielzeugketten, wie beispielsweise Toys'r'us, präsent ist.

## Uglydolls in Film, Fernsehen und Comicstrip
Im Film Mr. Magoriums Wunderladen von 2007 sind die Uglydolls Wage, Ice Bat, und Tray im Laden zu sehen und werden als animierte Figuren am Ende des Filmes tanzend gezeigt. Ein IceBat kommt zweimal im Disneyfilm Verwünscht aus dem Jahr 2007 vor, wo er neben anderen Stofftieren im Schlafzimmer sitzt. Ein Coldy-Holdy Ice Bat wird im Film Die Schlümpfe aus dem Jahr 2011 gezeigt. Ein IceBat taucht in einigen Szenen des Filmes Zathura – Ein Abenteuer im Weltraum auf. Uglydoll-Actionfiguren können im Hintergrund auf den Buchregalen in der englischen Fernsehserie The IT Crowd betrachtet werden. Ein Wippy Uglydoll wurde am 23. Januar 2013 im Comicstrip Get Fuzzy gezeigt. Mit den unperfekten Kuscheltieren als Hauptfiguren erschien im Jahr 2019 das computeranimierte Musical UglyDolls, das jedoch seine Produktionskosten nicht einzuspielen vermochte.